# Schüttung (Kunst)

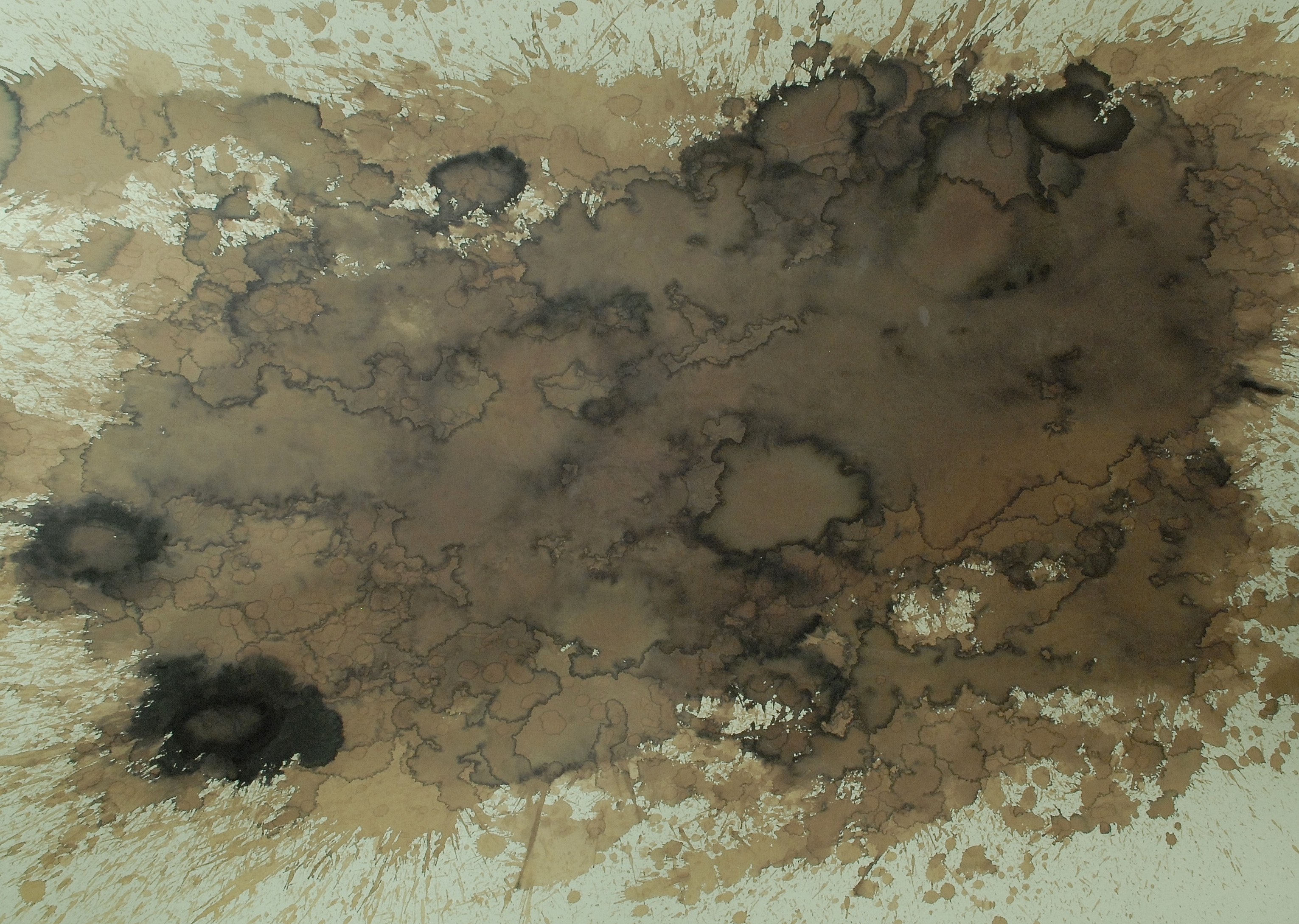
Weinbild von Josef Trattner, 2010

Schüttung bezeichnet ein Verfahren in der Kunst, bei dem ein Kunstwerk durch absichts- und planvolle Schüttung eines Werkstoffs hergestellt wird. Eine Schüttung kann auch ein Teilelement bei der Herstellung eines Kunstwerkes sein.

## Theoretische Bezugspunkte
Einen theoretischen Bezugspunkt hat diese Technik in der Stilrichtung des Action Painting bzw. des Abstrakten Expressionismus, der in den 1950er Jahren maßgeblich von Jackson Pollock entwickelt wurde. Ein anderer Bezugspunkt ist das Konzept von Landart, zumal einige dort zu findende Materialien so verarbeitet werden können  und nur im unverarbeiteten Zustand ihre einzigartige Wirkung entfalten (Beispiel: Blütenstaub).

## Künstler
Künstler, die mit dieser Technik arbeiten, sind u. a.:
- Reto Boller (Schüttung von Farbe)
- Félix González-Torres (Schüttung von Bonbons)
- Wolfgang Laib (Schüttung von Blütenstaub)
- Hermann Nitsch (Schüttung von Blut, Schüttung von Farbe)
- Josef Trattner (Schüttung von Wein)